# 富士宮市立井之頭中学校
富士宮市立井之頭中学校（ふじのみやしりつ いのかしらちゅうがっこう）は、静岡県富士宮市北部にある公立中学校。
略称は「井之頭」

## 通学区域
- 猪之頭区、麓区、根原区、富士丘区[1]

## 生徒数
|        | 1年 | 2年 | 3年 | 計 |
| ------ | --- | --- | --- | -- |
| 生徒数 | 8   | 6   | 5   | 19 |

## 指定避難所
- 麓区、富士丘区[3]

## 学校周辺
- 猪之頭公園 - 徒歩3分
- 富士宮市立井之頭小学校 - 徒歩21分